# شعر أحمر

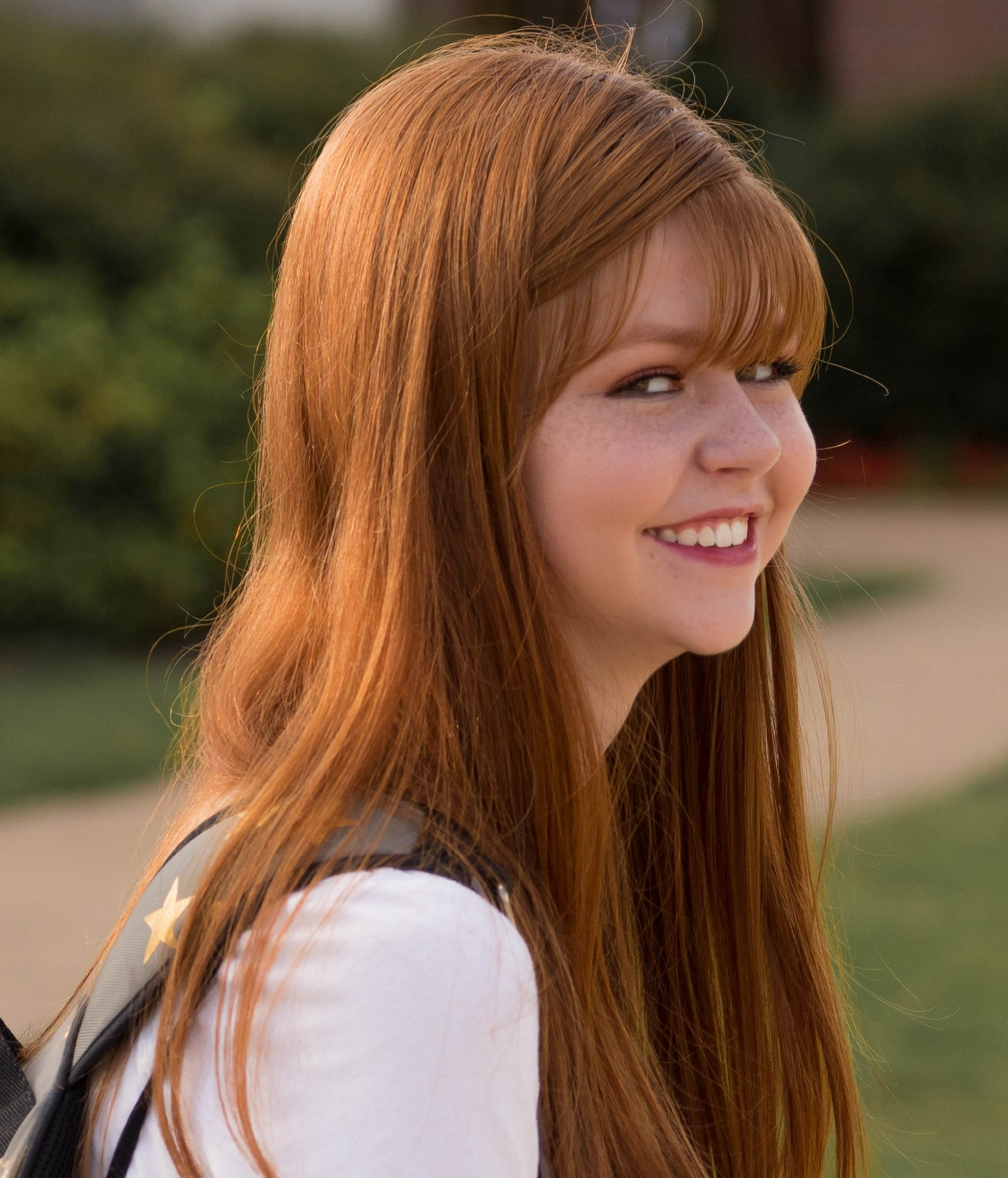
فتاة صهباء (ذات شعر احمر)

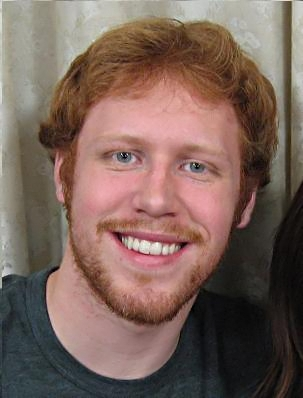
رجُل أصهب

الشعر الأحمر أو ما يطلق عليه الأصهب، شعر أحمر اللون وهو متواجد بنسبة 1-2% من عدد سكان العالم، ويتميز الرجال عن النساء بامتلاكهم للِحي الحمراء دون أن يكون لون شعر رأسهم كذلك. والشعر الأحمر ينتشر على نحو أكثر في الناس من أصول شمال غرب أوروبا، وهو أقل بكثير في المجتمعات الأخرى. الشعر الأحمر الأكثر شيوعًا بين الناس مع نسختين من أليل المتنحية على الكروموسوم 16 التي تنتج نسخة محورة من البروتين MC1R. الشعر الأحمر يختلف من بورجوندي العميق من خلال البرتقالي الأحرق إلى النحاس المشرق. يتميز بمستويات عالية من صبغة ميلانين الحمراء ومستويات منخفضة نسبياً من أصباغ الميلانين الداكنة. كان الأحمر مصطلح يستخدم منذ 1510 سنة على الأقل ويرتبط هذا مع لون عادل الجلد، ويتميز أصحاب هذا الشعر بالوان عيون منها (الرمادي، الأزرق، الأخضر، عسلي)، والنمش، والحساسية للضوء فوق البنفسجي. وقد تنوعت ردود الفعل الثقافي من السخرية إلى الإعجاب. العديد من الصور النمطية الشائعة موجودة في ما يتعلق بالشعر الأحمر، وكثيراً ما صورت على أنها ناري المزاج. 

## التوزيع الجغرافي

### - في العصر الحديث
- شمال وغرب أوروبا:

يتواجد الأشخاص ذوي الشعر الأحمر عادة في أطراف أوروبا الشمالية والغربية[4]، وتتركز نسبتهم في الجزر البريطانية. في الوقت الحالي عادة ما يربط ذوي الشعر الأحمر بالشعوب الكلتية (Celtic Nations) ولهم نسبة تواجد قليلة في الشعب الألماني.
في ايرلندا، تقدر نسبة ذوي الشعر الأحمر بحوالي 10% [5][6][7]، مما يجعلها الدولة صاحبة أكبر نسبة من ذوي الشعر الأحمر في العالم.
وفقا لتحليل الحمض النووي البريطاني، 34.7% من الشعب الأيرلندي يمتلك أحد الجينات المتحولة (Allele) المسؤولة عن خاصية الشعر الأحمر، وعلى الرغم من ذلك فإن هذه النسبة لا تظهر في أعداد المواليد ذوي الشعر الأحمر[8].
اسكتلندا أيضا تمتلك نسبة عالية تصل إلى حوالي 6% من مجموع السكان لذوي الشعر الأحمر[9][10]، الطبيب جيم ويلسون (Dr. Jim Wilson) صاحب دراسة الحمض النووي البريطاني (Britain’s DNA study)، قام بدراسة عينة مكونة من 2343 شخص، ووجد أن نسبة تواجد ذوي الشعر الأحمر في اسكتلندا تصل إلى 6% وبنسبة تواجد الجين المسؤول في حمضهم النووي تصل إلى 35% وترتفع النسبة لتصل إلى 40% لدى مواطني ادنبره.[9][10][11]. أكبر دراسة أجريت على لون الشعر كانت في اسكتلندا وتم فيها تحليل ودراسة عينة مكونة من نصف مليون شخص كانت نتيجتها أن نسبة الاسكتلنديين ذوي الشعر الأحمر هي 5.3% .[12]
في إنجلترا نسبة انتشار ذوي الشعر الأحمر هي 4% ونسبة حمل الجين المسؤول عن الشعر الأحمر تصل إلى 28.5% من عد السكان الكلي، بينما في ويلز تصل نسبة الحاملين للجين إلى 38%.[9]
في عام 1956 في دراسة أجريت لدراسة لون الشعر على المجندين في الجيش البريطاني من بريطانيا العظمى كانت نتيجتها وجود نسبة كبيرة من ذوي الشعر الأحمر في ويلز والحدود الاسكتلندية لإنجلترا. [fn 1].[13]
- شرق وغرب أوروبا:

كارلتون كون (Carleton Coon) في كتابه الذي أصدره عام 1939 «أجناس أوروبا» (The Races of Europe) وضح أن الشعر الأحمر (Rufosity) تتواجد بالعادة لدى المونتينيغريون (شعب الجبل الأسود) (Montenegrins). .[14][15][16]
في إيطاليا نسبة ذوي الشعر الأحمر تصل إلى 0.57% من عدد السكان الكلي ولا تختلف هذه النسبة باختلاف المناطق المنتشرة في إيطاليا.[17]
في سردينيا نسبة الشعر الأحمر تصل إلى 0.24% من عدد السكان الكلي. [17]
وصف الأعراق البشرية (Ethnographer) في العصر الفكتوري اعتبر أن الأدمورتيون (Udmart people) سكان نهر الفولغا (Volga) في روسيا هم الشعب ذي الشعر الأكثر حمره في العالم [18] ، وهذا أدعاء له أسس ثابتة حتى اليوم وذلك لأن منطقة نهر الفولغا تمتلك أعلى نسبة ذوي الشعر الأحمر بالنسبة لعدد السكان من أي مكان في العالم باستثناء أيرلندا. [19]
- الشرق الأوسط ومنطقة البحر البحر الأبيض المتوسط:

مجتمعات البربر في المغرب [20] وشمالي الجزائر تمتلك متقطعة من ذوي الشعر الأحمر. تواتر ذوي الشعر الأحمر يظهر بوضوح في الريفييون (Riffan people) وهم الأمازيغيون القاطنون في منطقة الريف شمال المغرب والقبائل الأمازيغية (Kabyle people) في الجزائر [21][22][23].
زوجة الملك محمد السادس اللالا سلمى تمتلك شعراً أحمراً. وصقر قريش عبد الرحمن الأول «الداخل» كان لديه شعر أحمر أيضا.
يتواجد الشعر الأحمر في مجتمعات يهود اشكناز (Ashkenazi Jewish)[24] .عام 1903، 5.6% من يهود بولندا امتلكوا شعرا أحمر [25]. دراسات أخرى كانت على الرجال والنساء وجدت ان 10.9% من الرجال اليهود امتلكوا شعر رأس أحمر ولحى حمراء، بينما فقط 3.69% من النساء اليهوديات امتلكن شعراً احمراً [26]. في الثقافة الأوروبية قبل القرن العشرين غالبا ما كان يرى أن الشعر الأحمر سمه لليهود، وفي محاكم التفتيش الإسبانية كل ذوي الشعر الأحمر كان يتم تعريفهم على أنهم يهود.[27]
في إيطاليا كان الشعر الأحمر يربط بيهود إيطاليا، وكان يهودا يصور على أنه ذي شعر أحمر في كل من الفنيين الإيطالي والإسباني [28] . الكتاب مثل شكسبير وديكنز عرفوا ووصفوا الشخصيات اليهودية في روايتهم على أنهم ذوي شعر أحمر[29] . وهذه الصورة النمطية التي تصف الشعر الأحمر عل انه ذي أصول يهودية تتواجد في أجزاء من أوروبا الشرقية وروسيا.[30]
- آسيا:

في آسيا الشعر الجيني الأحمر نادر، لكن الشعر البني المحمر (Auburn) يتواجد في بلدان الشرق الأوسط مثل: الأردن، فلسطين، لبنان وسوريا وفي تركيا والقوقاز وشمال كزاخستان لدى شعب الايغور (Uyghurs) والشعب الهندي-الإيراني.
استخدام الحناء على الشعر والبشرة لأسباب عدة يحدث عادة في آسيا. وعندما تستخدم الحناء على الشعر تصبغه إلى درجات مختلفة من اللون الأحمر. [31][32]
- أمريكا، اوقيانوسيا وجنوب افريقيا:

الهجرة من أوروبا ضاعفت عدد ذوي الشعر الأحمر المتواجدين في أمريكا، أستراليا، نيوزلندا وجنوب افريقيا.
في الولايات المتحدة تقدر نسبه ذوي الشعر الأحمر بحوال 2-6% من عدد السكان الكلي. هذا يعطي الولايات المتحدة أكبر تعداد من ذوي الشعر الأحمر في العالم برقم يقدر ما بين 6-18 مليون شخص مقارنه ب 420 الف شخص في أيرلندا و 300 الف شخص في اسكتلندا .[9]

### - في العصر القديم
يوجد العديد من المؤلفات لِكتَّاب يونانيين ذُكر فيها الأشخاص ذوي الشعر الأحمر، في قطعه شعريه للشاعر اليوناني: كزينوفانيس (Xenophanes) وصف فيها «توراقيون» (Thracians) على انه ذي عيون زرقاء وشعر احمر.[34]
في آسيا، انتشر الشعر الأحمر عند الطخاريون (Tocharians), الذين احتلوا حوض تاريم (Tarim Basin) الذي يقع فيما يعرف الآن بالمقاطعة الشمالية الغربية في الصين عُثِر على مومياوات تاريم قوقازيه ذات شعر احمر ترجع إلى الألفية الثانية قبل الميلاد .[35]
الشعر البني المحمر (Auburn) موجود أيضا في البولينيزيون القدماء وهو شائع عند بعض القبائل والعوائل. في الثقافة البولينيزيه الشعر الأحمر كان يُرى على انه دلاله على الانحدار من اسلاف ذوي سلاله راقيه وعلامه الانحدار من السلالة الحاكمة. [36][37]

## حالة الرجال ذوي اللحى الحمراء
الرجال خاصةً يمكن أن يكون لديهم لحية بلون أحمر دون أن يكون شعرهم كذلك، وهي ميزة نادرة أيضًا.
وقد أشارت لذلك أ. نينا جابلونسكي وهي أستاذة علم الإنسان في جامعة ولاية بنسلفانيا في الولايات المتحدة الأمريكية، التي ركزت أبحاثها على بيولوجيا صبغات الشعر.

وقالت جابلونسكي في تصريح لموقع «لايف ساينس»:

«لقد لاحظت الكثير من الرجال، وخاصة الشباب، ذوي اللحى الحمراء والشعر الأحمر وبعضهم ذو لحية حمراء وشعر بني فاتح أو أشقر أو أحمر»

مشيرة إلى أن هذه الظاهرة تعود ربما إلى أسباب جينية، وعلى وجه التحديد، طفرة في الجين المعروف باسم "MC1R"، الذي يتحكم في إنتاج الصبغة في خلايا الشعر، أو أمور أخرى مثل البشرة الفاتحة وضعف القدرة على التسَمُّر وإدراك الألم، وهو ما قد يفسر سبب كون المخدر الموضعي أقل فاعلية في حمر الشعر.

## الكيمياء الحيوية وعلم الوراثة
صبغه الفيوميلانين (Pheomelanin) هي التي تعطي الشعر الأحمر لونه المميز.
الشعر الأحمر يحتوي على صبغه الفيوميلانين بكميه أكبر من الصبغة المسؤولة عن اللون الغامق يوميلانين (Eumelanin).
تبدو وراثه لون الشعر الأحمر والتي اكتشفت عام 1997 انها مرتبطة مع مستقبل الميلانوكورتين-1 (Melanocortin-1 receptor) (MC1R) والموجود على كروموسوم رقم 16، الشعر الأحمر مرتبط مع لون البشرة الفاتح ويرجع السبب في ذلك إلى التراكيز المنخفضة من صبغه اليوميلانين (Eumelanin) المسؤولة عن اللون الغامق في اجسام ذوي الشعر الأحمر وذلك بسبب التحور في مستقبل الميلانوكورتين-1 (MC1R) والذي يسبب كليهما.
التراكيز المنخفضة من الميلانين في البشرة تمنح خاصيه امكانيه تصنيع الكميات الكافية واللازمة من فيتامين د تحت ظروف ضوئية منخفضه.
و لكن عندما يكون الإشعاع فوق البنفسجي قوي (كما يحدث في المناطق القريبة من خط الاستواء) فإن تراكيز الميلانين المنخفضة تؤدي إلى عدد من المشاكل الطبية مثل زيادة احتماليه الإصابة بسرطان البشرة.
الجين المتنحي (MC1R) والمسؤول عن لون الشعر الأحمر غالباً ما ينتج عنه عدم قدره البشرة على اكتساب السمرة.
بسبب ميل البشرة للاسمرار على اثر التعرض للأشعة فوق البنفسجية ووجود كميات كبيرة من الفيوميلانين (Pheomelanin) في البشرة يظهر النمش وهو خاصيه شائعه ولكنها ليست شامله لكل ذوي الشعر الأحمر.
الشعر الأحمر قد ينتج من تغيرات عده في مستقبل الميلانوكورتين-1 (MC1R)، إذا وجدت هذه التغيرات على كلا الكروموسومين فإن الفرد على الأرجح سيمتلك شعراً احمراً، وراثه هذا النوع من الصفات تسمى وراثه الصفات المتنحية، أي انه حتى وان لم يكن الوالدان ذوي شعر احمر فإنهما قد يكونا حاملين للجين وقد يكون لديهما طفل ذي شعر احمر.
في دراسات وراثيه أجريت على التوائم غير المتماثلة وجد ان جين مستقبل الميلانوكورتين-1 (MC1R) ليس وحده المسؤول   عن هذا الطراز الشكلي (الشعر الأحمر)، فهنالك جينات معدله غير محدده، تجعل التنوع في جين (MC1R) أساسيا ولكنه ليس كافياً لإنتاج الشعر الأحمر .[38]

### - الجينات
الجينات البديلة  Arg151Cys, Arg160Trp, Asp294His,  Arg142His الموجودة على مستقبل الميلانوكورتين-1 (MC1R) مسؤوله عن صفه الشعر الأحمر المتنحية [39]. جين ال HCL2 والموجود على كروموسوم 4 قد يكون مرتبط بلون الشعر الأحمر .[40][41]
في الاجناس غير الحيوانات الرئيسية (primates) تختلف الجينات المسؤولة عن الشعر الأحمر.

### - الأصول
الشعر الأحمر هو الأكثر ندرة بين البشر. البشرة غير القادرة على الاسمرار والتي عاده ما تكون مرتبطة بلون الشعر الأحمر قد تكون مفيدة في مناخ المناطق التي تقع في اقصى الشمال حيث ان أشعة الشمس نادره.
دراسة اجراها العالمين Bodmer و Cavalli-Sforza عام 1976 افترضت أن لون البشرة الفاتح يمنع تعقّد المفاصل أو كساح الأطفال (Rickets) في المناخ البارد، وذلك عن طريق تشجيع إنتاج مستويات عالية من فيتامين د، كما أنها تسمح للفرد بالحفاظ على قلبه أكثر من ذوي الشعر الغامق.[42]
في عام 2000 توصل العالم Harding et al. إلى ان الشعر الأحمر ليس نتيجة الاصطفاء الطبيعي بل على العكس.
في افريقيا مثلاً لا يعد الشعر الأحمر صفه محببه لأنه أشعة الشمس الحارقة تؤذي البشرة غير القادرة على اكتساب السمرة، وعلى العكس في شمال أوروبا فإن هذا لا يحدث، لذلك نجد تزايد في عدد ذوي الشعر الأحمر عند التحرك من افريقيا إلى شمال أوروبا حسب التدفق الجيني .[39]
يقدر عمر الجين المسؤول عن الشعر الأحمر حالياً ب 20,000 - 100,000 سنه.[43][44]
دراسة للحمض النووي أظهرت ان بعض البشر البدائيون (Neanderthals) امتلكوا شعراً احمراً، على الرغم من ان الجين المتحور المسؤول عن اللون الأحمر لديهم يختلف عن الموجود في الوقت الحالي.[45]

### - خدعة الانقراض (ناشونال جيوغرافيك)
في تقرير صدر عام 2007 عن (The Courier-Mail)، ذُكرت فيه مجلة ناشونال جيوغرافيك (National Geographic) وعلماء جينات لم تُذكر أسماءهم حيث ورد في التقرير ان لون الشعر الأحمر مرجح ان يختفي في المستقبل القريب .[46]
تناقلت مدونات واخبار أخرى قصص مشابهه ونسبتها إلى أبحاث صادره عن (Oxford Hair Foundation). ومع ذلك في مقاله صادره عن (HowStuffWorks) قالت بأن المؤسسة المذكورة مموله من صانع صبغات الشعر (Procter & Gamble)، وقام الخبراء المختصون بإهمال الأبحاث للنقص في الأدلة أو ببساطه لأنها كاذبه. وفي الواقع فإن المقالة الصادرة عن مجلة ناشونال جيوغرافيك ذكرت بأن «مع ان عدد ذوي الشعر الأحمر قد ينخفض الا انه الشعر الأحمر لن يختفي».[47]
الشعر الأحمر سببه جينات متحوره متنحيه نادره نسبياً، مما قد يؤدي إلى عدم ظهوره في بعض الأجيال، الا انه من غير المرجح ان يختفي في المستقبل القريب. [47]

## الآثار الطبية لجين الشعر الأحمر
الميلانين (Melanin) وهي مادة صبغية بروتينية تفرز من قبل الخلايا الطلائية وتوجد في جلد الإنسان، تساعد هذه المادة على تنظيم امتصاص الأشعة فوق البنفسجة من الشمس بنسب متوازية ومناسبة، فلذلك أصحاب البشرة الباهتة والشاحبة (fair-skinned) الذين يملكون كمية قليلة من مادة (الميلانين) يجب أن يتجنبوا أشعة الشمس لأنها تتسبب لهم بخلل جيني بسبب عدم وجود (الميلانين) بالتالي عدم التحكم بكمية الأشعة الممتصة.
وضحت الدراسات أن الجينات المسؤولة عن الشعر الأحمر على المستقبل ((MCR1 تزيد من النمش (بقع ذات لون بني تغطي البشرة) ويقلل من القدرة على امتصاص الشمس وبالتالي يقلل من اكتساب البشرة للون أغمق (Tanning)[46]، وقد وجد أن الأوروبيين الذين يملكون هذه الجينات الخاصة بالشعر الأحمر أكثر حساسية للأشعة الفوق بنفسجية[47]
الشعر الأحمر وعلاقته بالأشعة الفوق بنفسجية أصبحت موضع اهتمام الباحثين في مرض سرطان الجلد، فأشعة الشمس يمكن أن تكون جيدة أو سيئة على صحة الإنسان والجينات المختلفة المسؤولة عن الشعر الأحمر التي تؤثر على المستقبل (MCR1)توضح هذا التكيف أو التهيؤ لجلد الإنسان لاستقبال الأثران السلبي أو الإيجابي
كما تبين أن الأشخاص أصحاب البشرة الباهتة والشاحبة لديهم تأثر سريع وكبير لمختلف سرطانات الجلد مثل الورم الجلدي (melanoma)، سرطان الخلايا القاعدية (Basal cell carcinoma)، سرطان الخلايا الحرشفية ((Squamous cell carcinoma [48][49]

### - تحمل الألم والإصابة بالمرض
وضحت دراستان أن الأشخاص ذوي الشعر الأحمر لديهم حساسية مختلفة للمرض مقارنة بالأشخاص ذوي ألوان أخرى للشعر.
وضحت الدراسة الأولى أن الأشخاص ذوي الشعر الأحمر أكثر عرضة وحساسية للآلام الناتجة عن الحرارة (Thermal pain) المتربطة بانخفاض فيتامين ك[50] ، في حين أن هناك دراسة أخرى لخصت أن ذوي الشعر الأحمر أقل حساسية لأمراض متعددة تتضمن المنبهات الضارة (Noxious stimuli) مثل الآلام الناتجة عن الكهرباء [51][52][53]  
وجد الباحثون أن أصحاب الشعر الأحمر يحتاجون كميات عالية من المخدر[54](مادة تعطى للمريض حتى لا يشعر بالألم خاصة في العمليات الجراحية).
بحث أخر تم نشره وضح أن النساء ذوات الشعر الأحمر يحتاجون كمية أقل من مسكن الآلام مقارنة بالنساء الذين يمتلكون أي لون أخر من ألوان الشعر ومن الرجال جميعهم بغض النظر عن لون شعرهم. الدراسة بينت أن استجابة النساء ذوات الشعر الأحمر للمسكنات تكون عالية جدا لبعض العلاجات  مقارنة بالنساء الأخريات. [55]
كما وضحت دراسة أخرى كانت تابعة للأخيرة، وقالت أن الرجال والنساء الذين يملكون شعر أحمر لديهم استجابة عالية للمسكن Morphine-6-glucuronide[53

## المنشأ الجيني للشعر الأحمر
غالبا منشأ الشعر الأحمر يكون بسبب جين (MC 1R) ولا يعتبر الشعر الأحمر حالة مرضية، وفي حالات نادرة يمكن أن يعتبر الشعر الأحمر مرتبط مع أمراض معينة أو أخطاء جينية:
- في حالات سوء التغذية الحاد والشديد، الشعر الطبيعي الغامق يمكن أن يتحول إلى أحمر أو أشقر، تعتبر هذه الحالة جزء من متلازمة معروفة بنقص البروتين (Kwashiorkor)، وهنا إشارة إلى أن الجوع الشديد يشكل سببا رئيسيا لنقص البروتين وهذا شائع أثناء المجاعات
- هناك حالات مختلفة للأشخاص الذين ليس لديهم صبغة معينة ومحددة مما يجعلهم شديدي بياض الوجه وبياض الشعر (Albinism)، وتوجد هذه الحالة في بعض الأحيان عند الأفارقة أو بين سكان (بابوا غينيا الجديدة) (Papua New Guinea)، فيتسبب بظهور الشعر الأحمر لديهم أو البشرة الحمراء[59]
- الشعر الأحمر يوجد عند الأشخاص الذين يفتقرون لنوع من البروتينات الذي يتكون من 241 وحدة من الأحماض الأمينية ويعتبر من البروتينات الأولية (Proopiomelanocortin) (POM)[59][60]